# Gregor Mackintosh
Gregor John Mackintosh (20. lipnja 1970.) britanski je gitarist. Solo-gitarist je metal-sastava Paradise Lost koji je osnovao 1988. s pjevačom Nickom Holmesom, gitaristom Aaronom Aedyjom i basistom Steveom Edmondsonom. Sastav je smatran jedan od najvažnijih sastava gothic metala. Mackintosh je glavni skladatelj pjesama sastava.
Mackintosh također svira klavijature (na nekoliko albuma Paradise Lost) i također ih koristi za skladanje glazbe. Osim Paradise Losta, Mackintosh je bio pjevač i gitarist sastava Vallenfyre.
Mackintosh je pod utjecajem sastava kao što su Siouxsie and the Banshees, Bauhaus i The Sisters of Mercy.